# Głodzino
Głodzino (niem. Glötzin) – wieś w Polsce położona w województwie zachodniopomorskim, w powiecie świdwińskim, w gminie Rąbino, ok. 2 km na wschód od wzniesienia Ślemień.